# Jezu Kryste krzyżowany
Jezu Kryste krzyżowany – polska pieśń pasyjna zanotowana na początku XVI wieku.
Obszerny epicki utwór składa z 40 strof o pospolitej budowie (8 aaaa lub aabb). W tekście został zastosowany akrostych, na który składają się czterokrotnie powtórzone słowa JEZUS MARJA. Zachowany przekaz utworu jest częściowo uszkodzony i miejscami nieczytelny.
Pieśń opowiada o zdarzeniach końca Wielkiego Tygodnia (od zdrady Judasza poprzez Ostatnią Wieczerzę do złożenia Jezusa w grobie). Dwie pierwsze zwrotki mają formę modlitewnej apostrofy do Jezusa, zaś ostatnia strofa zawiera prośbę o zbawienie dla „grzesznych chrześcijan”.
Część narracyjna składa się z trzech części różnej wielkości. Pierwsza część wypełniona jest prawie w całości emocjonalną sceną pożegnania Matki z Synem. Druga część przedstawia wydarzenia od Ostatniej Wieczerzy do sceny u Annasza (zdrada Judasza, pojmanie w Ogrójcu, początek męki). Trzecia część opisuje dalszy przebieg męki, ukazanej z perspektywy cierpiącej Matki.